# Love Walks In
Love Walks In è una canzone del gruppo musicale statunitense Van Halen, estratta come terzo singolo dall'album 5150 nel luglio 1986.

## Il brano
Secondo quanto dichiarato da Sammy Hagar in un'intervista rilasciata a Guitar World, la canzone è ispirata a una presunta visita aliena da lui ricevuta durante la giovinezza.

## Tracce
7" Single Warner Bros. 92 86267
1. Love Walks In (Edit) – 4:24
2. Summer Nights – 5:04

12" Single Warner Bros. 920 595-0
1. Love Walks In (LP) – 5:08
2. Love Walks In (Live) – 5:01
3. Summer Nights – 5:04

## Formazione
- Sammy Hagar – voce
- Eddie van Halen – chitarra, tastiere, cori
- Michael Anthony – basso, cori
- Alex van Halen – batteria

## Classifiche
| Classifica (1986)             | Posizione massima |
| ----------------------------- | ----------------- |
| Canada                        | 65                |
| Stati Uniti                   | 22                |
| Stati Uniti (mainstream rock) | 4                 |